# BLACKsummers'night
BLACKsummers'night est un album de Maxwell sorti en 2009.

## Liste des titres
| No | Titre            | Durée |
| -- | ---------------- | ----- |
| 1. | Bad Habits       | 5:52  |
| 2. | Cold             | 4:02  |
| 3. | Pretty Wings     | 5:10  |
| 4. | Help Somebody    | 4:01  |
| 5. | Stop The World   | 3:56  |
| 6. | Love You         | 3:35  |
| 7. | Fistful Of Tears | 3:39  |
| 8. | Playing Possum   | 4:22  |
| 9. | Phoenix Rise     | 2:41  |

## Distinctions
L'album remporte le Grammy Award du meilleur album R&B en 2010.